# Pelagia (esposa de Aecio)
Pelagia fue una noble visigoda conocida por haber sido la esposa de Bonifacio y posteriormente, de Aecio.

## Familia
No se conoce el lugar y fecha de su nacimiento. Aunque se la ha considerado hija de Teodorico I, parece que, en realidad, era hija de Beremudo (o Beremudus) un noble visigodo de la dinastía de los amalos quien fue uno de los candidatos al trono tras la muerte de Walia.
Tuvo que hacer amistad con Gala Placidia durante el periodo que esta pasó con los visigodos entre los años 410 y 416 ya que, parece, que su matrimonio con Bonifacio fue arreglado por la emperatriz.

## Esposa de Bonifacio
Alrededor del año 422 se desplazó a Rávena para casarse con el militar quien era un fiel seguidor de Gala y junto a ella, llevó a un grupo de bucelarios visigodos que se convirtieron en el ejército personal de su nuevo marido y le acompañarían durante los años siguientes. Para contraer matrimonio con él, tuvo que renunciar a su fe arriana y convertirse al catolicismo.
Al poco de su enlace tuvo un hijo cuyo nombre, Verimodus, sería la versión latina del nombre de su padre Beremudus. Acompañó a su esposo a África cuando este fue nombrado comes Africae y vio como su hijo era entregado en calidad de rehén al gobierno imperial para asegurar la paz que dio fin a la rebelión de su marido. Tuvo, también, otra hija e hizo que a ambos se les bautizase en el arrianismo lo que fue aceptado por Bonifacio como compensación por haberla obligado a hacerse católica para casarse con él. Su hija, con el tiempo, se convertiría en la esposa de Sebastiano quien sucedería a su marido en el puesto de magister militum.

## Esposa de Aecio
Pelagia viajó con Bonifacio a Italia cuando este fue nombrado magister militum y patricio. Allí vio como su marido fallecía al intentar acabar con Aecio. Parece que, en su lecho de muerte, este le recomendó que se casase con su rival, lo que hizo poco después. Para entonces, Pelagia se había convertido en una mujer muy adinerada e importante ya que, a su propio patrimonio personal, unió el que recibió de Bonifacio que podría ascender a 2000 libras de oro y propiedades en África, Todo ello lo puso a disposición de Aecio al casarse con él en 433, además de la lealtad de los bucelarios visigodos que había traído de la Galia en 422 y que habían seguido a su marido durante los años anteriores.
Dio a luz otro hijo al que le llamaron Gaudencio, como el padre de Aecio, y durante su matrimonio con este procuró proteger sus intereses lo que la llevó a desconfiar de Mayoriano, joven seguidor de su marido, a quien veía como un rival de su hijo de cara a un posible matrimonio con Eudocia, hija de Valentiniano III. Parece que, acosejado por ella, Aecio apartó a su subordinado de cualquier cargo público.
Su matrimonio con Aecio tuvo que ser duradero ya que se sabe que, en 451, rezaba en Roma por el feliz regreso de su marido, entonces de campaña en la Galia contra los hunos. Tras esa mención, no se tiene más noticias de ella ni cual fue su destino tras el asesinato de su esposo en el año 454.